# Niemczyk (województwo kujawsko-pomorskie)
Niemczyk – wieś w Polsce położona w województwie kujawsko-pomorskim, w powiecie chełmińskim, w gminie Papowo Biskupie. Wieś liczy 317,17 hektarów powierzchni.
Niemczyk należy do parafii św. Mikołaja w Papowie Biskupim.

## Historia

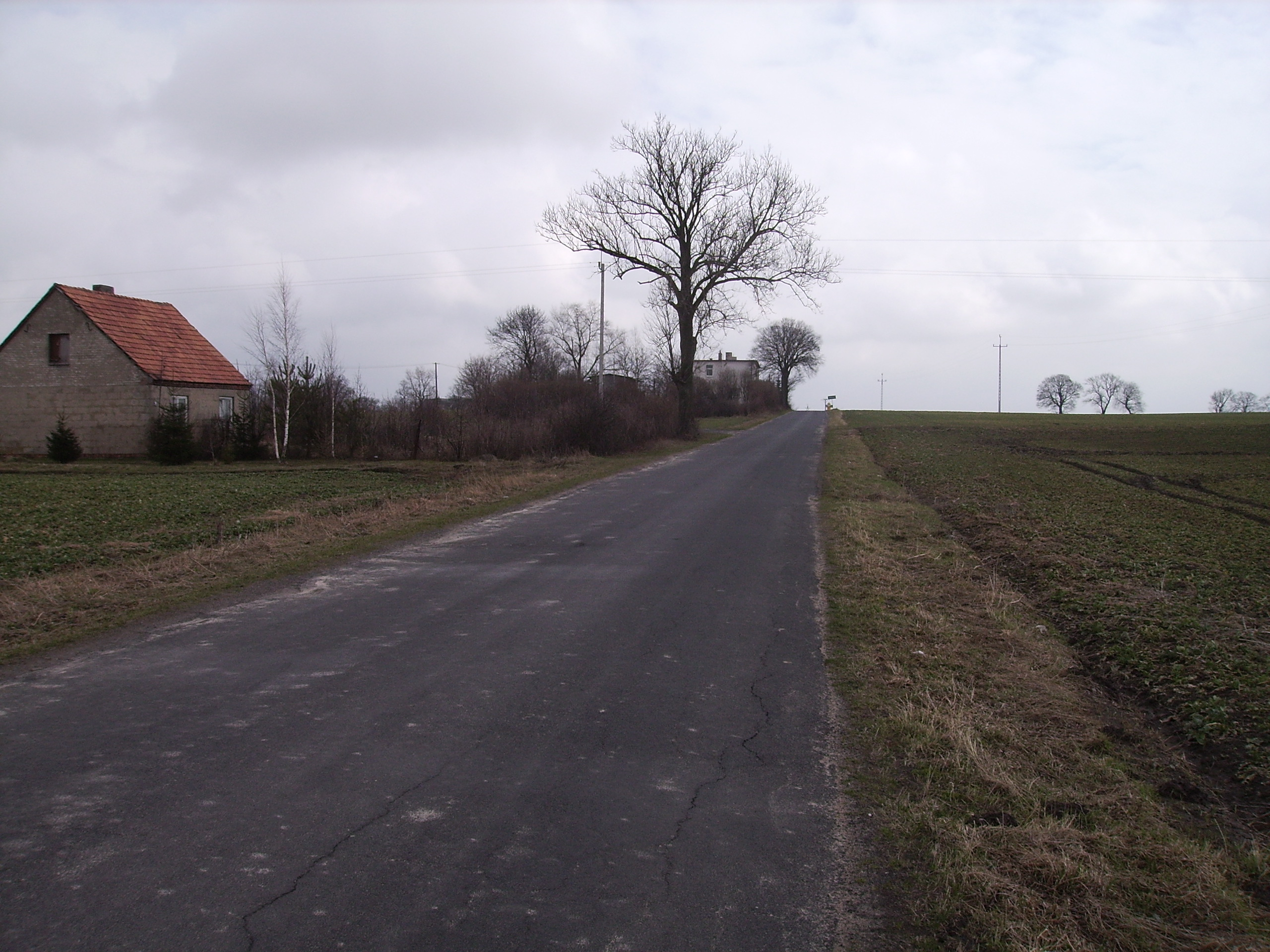
Początek miejscowości od strony Nowego Dworu Królewskiego

Pierwsza wzmianka w źródle pisanym pochodzi z lat 1423-1424. W kronikach i dokumentach występowała pod nazwami: Bartilnicz (1423-1424), Bartilwicz (1438), Barthlomeicz (1570), Niemczyk (1647), Bartłomiejowice Miemczyk (1682), Niemczyg (1796-1802), Bartelmitz (1886).
W średniowieczu Niemczyk leżała w granicach komturstwa, a później do prokuratorstwa papowskiego. Była to własność rycerska. W latach 1423–33 i w 1438 rycerz, który posiadał 12 łanów, był zobowiązany do 1 służby w zbroi lekkiej. Późniejszymi właścicielami miejscowości byli: Niemcz (1570), Pieczewski, Żegleński, Głuchowski (1667), Szczuka (1746), Gąsiorowski (1795), Wangenheim (1806). W 1773 nastąpił pierwszy spis mieszkańców Niemczyka. Wtedy mieszkało na terenie wsi 58 mieszkańców. Od XIX wieku do 1945 właścicielami wsi była rodzina Witte. W 1945 roku majątek został upaństwowiony.
We wsi znajduje się pałac zbudowany pod koniec XIX wieku.
W latach 1939 - 1942 dotychczasową nazwą wsi było Niemczyk, lecz po przeprowadzonej zamianie nazw miejscowości w Okręgu Rzeszy Gdańsk-Prusy Zachodnie, w latach 1942 - 1945 nazywała się Nimzig.
W latach 1975–1998 miejscowość administracyjnie należała do województwa toruńskiego.
W 2013 roku w Niemczyku działało siedem podmiotów gospodarczych.

## Zabytki
Według rejestru zabytków NID na listę zabytków wpisany jest park dworski z 2 poł. XIX w., nr rej.: 476 z 17.06.1985.